# Off! (banda)
Off! (estilizado como OFF!) es un supergrupo estadounidense de hardcore punk.

## Historia
Off! fue formado en Los Ángeles, California a finales de 2009 por el excantante de Circle Jerks y Black Flag, Keith Morris, Dimitri Coats el líder de Burning Brides, Steven Shane McDonald bajista de Redd Kross y el baterista Mario Rubalcaba de Rocket From The Crypt y Hot Snakes. La idea de formar la banda se produjo después de Coats había trabajado como productor en un álbum de Circle Jerks. Durante ese tiempo, Coats y Morris habían escrito varias canciones juntos las cuales usarían para Off!. La banda hizo su debut en vivo en el 2010 en el South by Southwest Music Festival de Austin, Texas. El primer show de la banda en Los Ángeles contó con la Instalación artística de Raymond Pettibon en un almacén del centro.
El primer lanzamiento de Off! es el vinilo de 7" titulado 1st EP, que se estrenó el 13 de octubre de 2010. Ese EP, junto con otros tres EP, fueron puestos a la venta más tarde como un set titulado First Four EPs el 14 de diciembre de 2010. La colección contiene dieciséis canciones y obras de arte características de Raymond Pettibon.
En 2012, Off! lanzó un álbum de larga duración homónimo. La grabación otra vez tiene dieciséis canciones aproximadamente un minuto cada una, y nuevamente cuenta con el arte de Raymond Pettibon.
El 8 de abril de 2014, Off! editó su tercer álbum denominado Wasted Years.
El 30 de septiembre de 2022, tras una pausa de 8 años, presentaron su nuevo álbum: "Free LSD".

## Miembros

### Miembros actuales
- Keith Morris: voz (2009-)
- Dimitri Coats: guitarra (2009-)
- Autry Fulbright II: bajo (2021-)
- Justin Brown: batería (2021-)

### Miembros anteriores
- Steven Shane McDonald: bajo (2009-2021)
- Mario Rubalcaba: batería (2009-2021)

## Discografía
- First Four EPs (2010)
- "Compared to What" / "Rotten Apple" (2011)
- Live at Generation Records (2011)
- Off! / Melvins (2012)
- Off! (2012)
- "Wasted Years (2014)
- "Free LSD" (2022)